# باشفورد دين
باشفورد دين (بالإنجليزية: Bashford Dean)‏ هو عالم حيوانات أمريكي، ولد في 28 أكتوبر 1867 في نيويورك في الولايات المتحدة، وتوفي في 6 ديسمبر 1928 في ميشيغان في الولايات المتحدة.